# Auster J/5B Autocar
Les quadriplace Auster Autocrat et triplace Auster Aiglet Trainer sont des avions monoplans monomoteurs de tourisme britanniques dérivés de l'Auster J/1 Autocrat.

## Auster J/5 Adventurer
Triplace de tourisme, en fait un Auster J/1 Autocrat à moteur de Havilland Gipsy Major 1 de 130 ch. 57 exemplaires construits [c/n 2094/2098, 2737, 2801/2814, 2871/2888, 2918/2920 et 2932].  

## Auster J/5A Cropmaster
Monoplace de travail agricole, 6 exemplaires construits [c/n 2093, 2226, 2889, 2905, 2906 et 3000].	

## Auster J/5B Autocar
Version quadriplace du J5A, obtenue en élargissant le fuselage et en modifiant légèrement la verrière. 81 exemplaires produits en série à partir de 1952 seulement bien que le prototype [G-AMMR, c/n 2744] ait effectué son premier vol en août 1949. Deux exemplaires furent ultérieurement convertis en J/5P.

## Auster J/5D Autocar
Un seul appareil construit [G-AJYU, c/n 2666].

## Auster J/5E Autocar
Monoplace de course, moteur Blackburn Cirrus Major 3 de 155 ch. Un seul appareil [G-AJYS, c/n 2917], construit en 1950 et démantelé en 1951.

## Auster J/5F Aiglet Trainer
Sans relation avec le J/1B Aiglet Trainer, ce bi-triplace d’école à moteur de Havilland Gipsy Major 1 de 130 ch conservait le fuselage du J/5B Autocar, associé à une nouvelle voilure, renforcée pour permettre la voltige. Le prototype [G-25-1 puis G-AMKF, c/n 2709] fit son premier vol le 2 juin 1951 et fut présenté au Salon aéronautique de Farnborough la même année, la production étant lancée immédiatement. 90 exemplaires construits.

## Auster J/5G Autocar
Adapté aux climats tropicaux, en particulier grâce au moteur Blackburn Cirrus Major 3 de 155 ch, ce quadriplace de tourisme fut très apprécié par les entreprises de travail agricole comme avion pulvérisateur. 94 appareils construits. 

## Auster J/5H Autocar
Un J/5B [c/n 2947] remotorisé avec un Blackburn Cirrus Major 2 de 150 ch. Il sera ensuite équipé d’un Cirrus Major 3, devenant ainsi un J/5G.

## Auster J/5K Aiglet Trainer
Dans la lignée du J/5G un J/5F [G-AMMS, c/n 2720] fut modifié pour recevoir moteur Gipsy Major 3 de 155 ch, recevant au passage un nouveau numéro de série [C/n 2745] sans changer d’immatriculation. Un seul J/5K fut construit d’origine [G-AMYI, c/n 3151], converti par la suite en J/8L.

## Auster J/5L Aiglet Trainer
Destiné à remplacer le J/5F, ce modèle se distinguait surtout par l’adoption d’un moteur Gispy Major 10/1 ou 10/2 de 145 ch. 27 construits seulement, dont 15 pour l’Iran [EP-AIA/O].

## Auster J/5P Autocar 145
Destiné à remplacer le J/5B Autocar, cette version combinait le fuselage de l'Autocar, la voilure de l'Autocrat et un moteur Gispy Major 10/1 ou 10/2 de 145 ch. 24 exemplaires construits, auxquels il faut ajouter deux J/5B et un J/5L convertis (le prototype). 

## Auster J/5Q Alpine
Le J/5L n’étant pas franchement un succès commercial, Auster revint au moteur Gipsy Major 1 de 130 ch mais porta l’envergure à 10,97 m. La formule était à bout de souffle et 4 exemplaires seulement furent construits [c/n 3201 à 3204] alors que 50 numéros de série avaient été réservés.

## Auster J/5R Alpine
Sorte de J/5Q à moteur Gipsy Major 10 de 145 ch, 6 exemplaires seulement construits [C/n 3301 à 3305 et 3307]. 

## Auster J/5T
Triplace de tourisme, 1 Continental 185-10 de 108 ch. L’unique exemplaire [G-25-2, c/n 3421] fut abandonné au bout de quelques mois pour le C6 Atlantic. 

## Auster J/5V Autocar
Quadriplace de tourisme à moteur 1 Lycoming O-320-B2B de 160 ch. Un seul appareil construit [G-APUW, c/n 3273]

## Auster J/8L Aiglet Trainer
Bi-triplace de tourisme et d’école, remotorisation d’un J/5K avec un Gipsy Major 10-2 de 145 ch.

## Utilisateurs militaires
- Australie : La Royal Australian Navy a reçu le 7 juin 1953 deux Auster J/5G Autocar [A11-300/301, c/n 3059 et 3064], qui furent utilisés de nombreuses années pour les missions de liaison sur la base aéronavale de Nowra. Ces avions ont été utilisés en fonction des besoins par les Squadron 723, 724 ou 725 de la RAN.
- Jordanie : La Légion arabe a reçu deux Auster J/5F Aiglet Trainer [A408/409]
- Nouvelle-Zélande : 6 Auster J/5 Adventurer [NZ1701/06] furent commandés par la RNZAF en 1947. Affectés initialement au Communications Flight d'Ohakea, ils furent affectés à diverses missions, utilisés par les No 3, No 6 et No 42 Squadrons. Un appareil [NZ1701] a même été équipé temporairement de deux flotteurs. Un appareil supplémentaire [NZ1707] fut acheté en 1956 pour les besoins de l'expédition antarctique du Commonwealth. Il est aujourd'hui conservé au RNZAF Museum. Le dernier Adventurer portant les cocardes néo-zélandaises a été retiré du service en 1969.
- Pakistan : La Pakistan Air Force a obtenu 15 Auster J/5F Aiglet Trainer [W4100/4114].
- Rhodésie du Sud : 4 Auster J/5 Adventurer livrés en 1950 et utilisés jusqu'en octobre 1954.